# Paleontologia de vertebrados
A paleontologia de vertebrados é o subcampo da paleontologia que procura descobrir, através do estudo de vestígios fossilizados, o comportamento, a reprodução e o surgimento de animais extintos com vértebras ou notocorda.

## História
Uma das pessoas que ajudou a descobrir a progressão dos vertebrados foi o zoólogo francês Georges Cuvier (1769-1832), que percebeu que os fósseis encontrados em estratos rochosos mais antigos diferem muito dos fósseis mais recentes ou animais modernos. Publicou suas descobertas em 1812 e, embora tenha refutado firmemente a evolução, seu trabalho provou a (na época) contestada teoria da extinção das espécies.